# 21460 Ryozo
21460 Ryozo è un asteroide della fascia principale. Scoperto nel 1998, presenta un'orbita caratterizzata da un semiasse maggiore pari a 2,2829941 UA e da un'eccentricità di 0,2049618, inclinata di 2,26577° rispetto all'eclittica.